# Kissi jezici
Kissi jezici, podskupina od (2) nigersko-kongoanska jezika koja čini dio šire skupine bullom-kissi. Obuhvaća južni kisi [kss] u Liberiji i Sijera Leoni i sjeverni kissi [kqs] jezik u Gvineji i Sijera Leoni.
Oba jezika imaju preko 500.000 govornika. Podskupina kissi s bullom jezicima čine širu slupinu bullom-kissi.

## Vanjske poveznice
- Ethnologue (14th)
- Ethnologue (15th)